# Нурасулов Магомедгаджі Абдурахманович
Магомедгаджі Абдурахманович Нурасулов (рос. Магомедгаджи Абдурахманович Нурасулов; нар. 15 липня 1992, село Гуніб, Гунібський район, Дагестан) — російський та сербський борець вільного стилю, чемпіон та бронзовий призер чемпіонатів світу серед юніорів, чемпіон Середземноморських ігор.

## Життєпис
Боротьбою почав займатися з 2001 року. До 2020 року виступав за збірну Росії, здобувши у її складі нагороди чемпіонатів світу серед юніорів у 2011 і 2012 роках. З 2022 року на міжнародному рівні представляє Сербію, того ж року здобув для неї золото Середземноморських ігор.
У Росії виступав за спортивну школу Алі Алієва, Махачкала. Тренер — Сарудін Насрудінов (з 2001).

## Спортивні результати на міжнародних змаганнях

### Виступи на Чемпіонатах світу
| Змагання                        | Збірна | Вагова категорія           | Місце |
| ------------------------------- | ------ | -------------------------- | ----- |
| Чемпіонат світу з боротьби 2022 | Сербія | вільна боротьба, до 125 кг | 14    |

### Виступи на Чемпіонатах Європи
| Змагання                         | Збірна | Вагова категорія           | Місце |
| -------------------------------- | ------ | -------------------------- | ----- |
| Чемпіонат Європи з боротьби 2013 | Росія  | вільна боротьба, до 120 кг | 8     |
| Чемпіонат Європи з боротьби 2022 | Сербія | вільна боротьба, до 125 кг | 5     |
| Чемпіонат Європи з боротьби 2023 | Сербія | вільна боротьба, до 125 кг | 10    |
| Чемпіонат Європи з боротьби 2024 | Сербія | вільна боротьба, до 125 кг | 9     |

### Виступи на Середземноморських іграх
| Змагання                    | Збірна | Вагова категорія           | Місце  |
| --------------------------- | ------ | -------------------------- | ------ |
| Середземноморські ігри 2022 | Сербія | вільна боротьба, до 125 кг | Золото |

### Виступи на Кубках світу
| Змагання                    | Збірна | Вагова категорія           | Місце |
| --------------------------- | ------ | -------------------------- | ----- |
| Кубок світу з боротьби 2012 | Росія  | вільна боротьба, до 120 кг | 12    |

### Виступи на інших змаганнях
| Змагання                                                | Збірна | Вагова категорія                    | Місце  |
| ------------------------------------------------------- | ------ | ----------------------------------- | ------ |
| Кубок Рамзана Кадирова 2011                             | Росія  | вільна боротьба, до 120 кг          | Бронза |
| Золотий Гран-прі з боротьби 2012 (Красноярськ)          | Росія  | вільна боротьба, до 120 кг          | Бронза |
| Золотий Гран-прі з боротьби 2012 (Тегеран)              | Росія  | вільна боротьба, до 120 кг          | Бронза |
| Інтерконтинентальний кубок з боротьби 2012              | Росія  | вільна боротьба, до 120 кг          | Срібло |
| Міжнародний турнір Ньюйоркського атлетичного клубу 2012 | Росія  | вільна боротьба, до 120 кг          | Срібло |
| Турнір Алі Алієва 2012                                  | Росія  | вільна боротьба, до 120 кг          | Золото |
| Гран-прі «Іван Яригін» 2013                             | Росія  | вільна боротьба, до 120 кг          | Золото |
| Кубок Бразилії з боротьби 2013                          | Росія  | вільна боротьба, до 120 кг          | Золото |
| Гран-прі «Іван Яригін» 2014                             | Росія  | вільна боротьба, до 125 кг          | 9      |
| Турнір Олександра Медведя 2014                          | Росія  | вільна боротьба, до 125 кг          | Срібло |
| Турнір Алі Алієва 2014                                  | Росія  | вільна боротьба, до 125 кг          | 5      |
| Чемпіонат Росії з боротьби 2017                         | Росія  | вільна боротьба, до 125 кг          | Срібло |
| Турнір Алі Алієва 2018                                  | Росія  | вільна боротьба, до 125 кг          | Бронза |
| Чемпіонат Росії з боротьби 2018                         | Росія  | вільна боротьба, до 125 кг          | Бронза |
| Інтерконтинентальний кубок з боротьби 2018              | Росія  | вільна боротьба, до 125 кг          | Золото |
| Кубок Алроси 2018                                       | Росія  | команда                             | Срібло |
| Абсолютний кубок Івана Яригіна 2018                     | Росія  | вільна боротьба, до opencategory кг | 4      |
| Турнір Аланії з боротьби 2018                           | Росія  | вільна боротьба, до 125 кг          | 14     |
| Інтерконтинентальний кубок з боротьби 2019              | Росія  | вільна боротьба, до 125 кг          | Срібло |
| Турнір Аланії з боротьби 2019                           | Росія  | вільна боротьба, до 125 кг          | Бронза |
| Гран-прі «Іван Яригін» 2020                             | Росія  | вільна боротьба, до 125 кг          | 7      |
| Турнір Яшара Догу 2022                                  | Сербія | вільна боротьба, до 125 кг          | 5      |

### Виступи на змаганнях молодших вікових груп
| Змагання                                      | Збірна | Вагова категорія           | Місце  |
| --------------------------------------------- | ------ | -------------------------- | ------ |
| Чемпіонат світу з боротьби серед юніорів 2011 | Росія  | вільна боротьба, до 96 кг  | Бронза |
| Чемпіонат світу з боротьби серед юніорів 2012 | Росія  | вільна боротьба, до 120 кг | Золото |